# بول سيلوتشى
بول سيلوتشى (بالإنجليزية: Paul Cellucci)‏ (و. 1948 – 2013 م) هو سياسي، ودبلوماسي من الولايات المتحدة الأمريكية ولد في هودسون.
وهو عضو في الحزب الجمهوري .ويحمل رتبة عسكرية نقيب .

## التعليم
تعلم في كلية بوسطن.